# Maria Gil
Maria Gil (Oporto, 1972), también conocida como Maria da Fronteira, es una actriz y activista gitana portuguesa, referente en la promoción del feminismo de las mujeres del pueblo gitano en Portugal.

## Trayectoria
Maria Gil nació en la localidad portuguesa de Oporto en 1972. Ha sido actriz de teatro comunitario y teatro del oprimido, además de ejercer como promotora de ferias y camarera. Realizó su activismo principalmente a través del teatro. Es miembro de la Associação Saber Compreender y actriz en Coletivo PELE.
En julio de 2013, Gil fue una de las oradoras invitadas en el primer Encuentro Intercultural Hacia la Inclusión, promovido por el proyecto O Rumo Certo, que tuvo lugar en la Biblioteca Municipal de Tomar, donde abordó el tema Desafíos de la inclusión.
En 2016, fue una de las protagonistas de la campaña nacional contra la discriminación contra los romaníes de la Red Europea contra la Pobreza (EAPN Portugal), la red europea más grande de redes de ONG nacionales, regionales y locales, así como entre las organizaciones europeas activas en la lucha contra pobreza. En la campaña, llamada Discriminación es falta de educación, además de Gil participaban otros ciudadanos romaníes como el auxiliar de clínica Bruno Oliveira, el secretario de Estado Carlos Miguel o el estudiante de bioquímica Damaris Maia.
En 2017, Gil fue la promotora del movimiento de "mujeres y gitanas" que "existen y resisten", lo que se convirtió en uno de los lemas del movimiento feminista gitano, cuando Gil lo incluyó en un póster durante una manifestación en Oporto en mayo de ese mismo año.
En abril de 2018, participó junto con otras dos mujeres romaníes, la activista, estudiante de Educación Social y bombera voluntaria, Cátia Montes y la activista reconocida en 2017 como Gitana del Año por la Asociación Letras Nómadas Toya Prudêncio, en un debate sobre el papel de las comunidades romaníes en el marco del Festival Política.
Gil fue una de las figuras asociadas al proyecto Singular do Plural: 20 - profesiones, personas, gitanos y gitanos, promovida por EAPN Portugal que, en 2019 que tuvo presencia en una exposición en el Museo Alberto Sampaio de Guimarães.
En abril de 2019, Gil fue una de los oradoras en el curso de periodismo digital impartido en la Universidad Lusófona de Porto abordando el tema de la representación de las comunidades romaníes en la esfera pública junto a la periodista Ana Cristina Pereira, la investigadora Maria José Casa-Nova, la psicóloga Paula Allen y la mediadora gitana Élia Maia.